# علیرضا استکی
علیرضا استکی (زادهٔ ۳۰ شهریور ۱۳۵۴ در اصفهان)، از قهرمانان و مربیان رشته بوکس و بدنسازی، مربی تیم ملی بوکس ایران است.

## شروع فعالیت
از سال ۱۳۷۲ وقتی ۱۸ ساله بود به خاطر وزن زیاد و تشویق پدرش وارد بوکس شد. پشتکار و علاقه اش باعث شد سال ۱۳۷۲ در مسابقات کشوری شرکت کند و یکسال بعد عنوان مقام سومی کشور در مسابقات قهرمانی کشور در دامغان را از آن خود کند. سال ۱۳۷۷ تا ۱۳۸۴ وارد تیم ملی بوکس شد و با اینکه تیم ملی اعزامی زیادی به مسابقات نداشت یک مدال دومی آسیا در مالزی را نیز دارد.

## مربیگری
علیرضا استکی بخشی از دوره‌های مربیگری خود را در قزاقستان گذرانده‌است. او مربی امیر علی اکبری قهرمان سابق کشتی بوده و او را برای مسابقات مبارزات ترکیبی (MMA) آماده کرده‌است.
همچنین علیرضا استکی سابقهٔ مربیگری احسان روزبهانی کاپیتان تیم ملی بوکس ایران را داشته‌است.

## مدارک مربیگری
1. مربیگیری بدنسازی از کمیته ملی المپیک[۷]
2. سرتیفیکیت مربیگری حرفه ای در رشته بوکس از انگلستان [نیازمند منبع]
3. سرتیفیکیت ۱ ستاره، ۲ ستاره و ۳ ستاره بین‌المللی از ایبا (فدراسیون جهانی بوکس)

## افتخارات
کسب ۲ مدال طلا و ۴ مدال نقره و ۱ مدال برنز.
دارنده مدال نقره آسیا از کشور مالزی سال ۱۳۸۱.

## تحصیلات
فوق لیسانس مدیریت راه بردی تربیت بدنی

## سوابق کار
۱۴ سال مربیگری و سرمربیگری درتیم‌های ملی بوکس ایران
۷ سال بدنسازی مربی فنی تیم ملی بزرگسالان
۱ سال سرمربی تیم ملی جوانان ۱۳۹۳
۱ سال سرمربی تیم ملی امید ۹۳–۹۴
۲ سال سرمربی تیم ملی بوکس ایران (بزرگسالان)
۸ سال عضو کمیته فنی فدراسیون بوکس
سابقه سرمربیگری امیر علی اکبری
سابقه سرمربیگری احسان روزبهانی